# أول راسموسن
أول راسموسن (بالدنماركية: Ole Rasmussen)‏ (3 سبتمبر 1960 الدنمارك - ) هو لاعب كرة قدم دانمركي، يلعب كمدافع، لعب 220 مباراة وسجل 6 أهداف.

## مسيرته

### مسيرته مع المنتخبات الوطنية
- 1984 - 1985 لعب مع منتخب الدنمارك لكرة القدم مباراتين.

### مسيرته مع الأندية
- 1979 - 1989 لعب مع بولدكلوبن فرم 218 مباراة سجل خلالها 6 أهداف.